# 勃朗特·哈利根
勃朗特·哈利根（英語：Bronte Halligan，1996年8月12日—），生于悉尼，澳大利亚女子水球运动员。她曾代表澳大利亚国家队参加2020年夏季奥林匹克运动会水球比赛，获得第五名。